# Esposados (serie de televisión)
Esposados es una serie de televisión española estrenada en Telecinco en 2013 y producida por Alba Adriática. Se estrenó el domingo 7 de julio de 2013 y muestra las divertidas reacciones de parejas que viven en un mismo edificio ante situaciones que se abordan en la vida cotidiana.

## Antecedentes
Tras el éxito de Escenas de matrimonio, su posterior relanzamiento bajo el nombre Escenas de matrimonio 2, no logró recuperar adeptos y fue retirado a las pocas semanas. Desde 2012, Factoría de Ficción ha venido reponiendo las entregas originales de la serie, con un notable seguimiento. Esto ha podido ser un buen indicador para atreverse a estrenar y probar la fortaleza y tirón de Esposados durante el verano.

## Parejas
Dan vida a las tres parejas protagonistas Pablo Puyol y Nazaret Aracil en el papel de los jóvenes Nuria y Rubén; La Terremoto de Alcorcón y Andoni Agirregomezkorta como Yolanda y Diego, los esposos cuarentones; y la cantante y actriz Charo Reina y Mariano Venancio en la piel de Agustín y Dolores, el matrimonio mayor.

## Matrimonios invitados
| Capítulo 1 |
| - Víctor Janeiro y Beatriz Trapote. - Nacho Abad y Lydia Lozano.                                                          |
| Capítulo 2 |
| - Carmen Alcayde y Rafael Amargo. - Rosa Benito y Jaime Ordóñez                                                           |
| Capítulo 3 |
| - Julio Arrojo y Cristina Tárrega. - Nacho Abad y Lydia Lozano.                                                           |
| Capítulo 4 |
| - Kiko Matamoros y Makoke. - Arturo Requejo y Gisela. - Javier Veiga y Rossy de Palma. - Pablo Puyol y Natalia Rodríguez. |
| Capítulo 5 |
| - Javier Veiga y Rossy de Palma. - Víctor Janeiro y Beatriz Trapote. - Mónica Pont y Antonio Tejado.                      |
| Capítulo 6 |
| - Javier Navares y Diana Navarro. - Javier Veiga y Rossy de Palma. - Torito y Tania Llasera.                              |
| Capítulo 7 |
| - Marta Valverde y José Antonio Canales - Verónica Hidalgo y Rafa Mora - Nazaret Aracil y Marc Aparejo                    |

## Episodios y audiencias
| Temporada | Temporada | Episodios | Estreno            | Final                   | Audiencia    | Audiencia | Audiencia |
| Temporada | Temporada | Episodios | Estreno            | Final                   | Espectadores | Cuota     |           |
| --------- | --------- | --------- | ------------------ | ----------------------- | ------------ | --------- | --------- |
|           | 1         | 7         | 7 de julio de 2013 | 1 de septiembre de 2013 | 911.000      | 6,5%      |           |

### Temporada 1: 2013
| N.º (serie) | N.º (temp.) | Título                                                           | Director(es)     | Fecha de emisión        | Audiencia        |
| ----------- | ----------- | ---------------------------------------------------------------- | ---------------- | ----------------------- | ---------------- |
| 1           | 1           | «Un traje, un sexólogo y una crisis de los cuarenta»             | José Luis Moreno | 7 de julio de 2013      | 1 096 000 (7,6%) |
| 2           | 2           | «Un hijo, una suegra y una lista de la compra»                   | José Luis Moreno | 14 de julio de 2013     | 1 113 000 (7,8%) |
| 3           | 3           | «Un amante, una lavadora y un cenicero carísimo»                 | José Luis Moreno | 28 de julio de 2013     | 1 022 000 (7,1%) |
| 4           | 4           | «Una erección, un plan de vacaciones y un loco reparto»          | José Luis Moreno | 4 de agosto de 2013     | 791 000 (6,3%)   |
| 5           | 5           | «Un accidente, un descubierto y un manual de información médica» | José Luis Moreno | 11 de agosto de 2013    | 710 000 (5,6%)   |
| 6           | 6           | «Un orgasmo, una rutina diaria y un encuentro entre parejas»     | José Luis Moreno | 25 de agosto de 2013    | 779 000 (6,0%)   |
| 7           | 7           | «Un niño, un hombre muy fuerte y enfados entre parejas.»         | José Luis Moreno | 1 de septiembre de 2013 | 868 000 (5,5%)   |

## Series de corte similar
- Escenas de matrimonio, primera serie de la que nacen las siguientes derivadas sin el mismo éxito. (2007-2009)
- Escenas de matrimonio 2, continuación de la serie, que cuenta con el regreso de Pepa y Avelino. (2009-2010)
- Aquí me las den todas, único spin-off realizado finalmente de Escenas de Matrimonio. (2011)
- Cuñados —anteriormente denominado Parejología 3x2—. (2011-2012)